# Jennifer Groß
Jennifer Groß (auch Jenny Groß; * 25. Januar 1986 in Bendorf) ist eine deutsche Lehrerin, Politikerin (CDU) und seit dem 1. November 2019 Landtagsabgeordnete des Landes Rheinland-Pfalz.

## Leben
Nach dem Abitur 2005 in Montabaur studierte Jenny Groß an der Universität Koblenz Germanistik und katholische Theologie auf Lehramt. 2011 erhielt sie das Zweite Staatsexamen am Studienseminar Koblenz.
Nach schulischen Stationen in Montabaur und Altenkirchen war sie von 2015 bis zum 31. Oktober 2019 als Lehrerin am Raiffeisen-Campus, einem privaten Gymnasium in Dernbach tätig.

## Politik
Groß ist seit 2005 CDU-Mitglied. Gleichzeitig wurde sie auch in der Jungen Union aktiv. Ab 2006 war sie stellvertretende Kreisvorsitzende der JU Westerwald, von 2010 bis 2014 dann die erste weibliche Vorsitzende.
Sie wurde im Jahr 2012 als Beisitzerin in den Vorstand des CDU-Gemeindeverbands Montabaur und 2015 zur stellvertretenden Kreisvorsitzenden der CDU Westerwald gewählt. Im Jahr 2022 übernahm sie als Nachfolgerin von Andreas Nick den Kreisvorsitz und wurde stellvertretende Vorsitzende der CDU Rheinland-Pfalz.
Erstmals 2009 zog Groß in den Kreistag des Westerwalds ein und ist seitdem stellvertretende Vorsitzende der CDU-Fraktion. Von 2014 bis 2019 war sie zudem Ratsmitglied in der Verbandsgemeinde Montabaur.
Bis zum August 2019 war Groß Wahlkreismitarbeiterin beim Bundestagsabgeordneten Andreas Nick (CDU).
Jenny Groß wurde am 1. November 2019 Abgeordnete des Landtages Rheinland-Pfalz für den Wahlkreis 6 (Verbandsgemeinden Montabaur, Ransbach-Baumbach, Wallmerod und Wirges). Sie rückte für Gabriele Wieland in den Landtag nach, die am gleichen Tag das Amt als hauptamtliche Beigeordnete des Westerwaldkreises angetreten hatte.
Bei der Landtagswahl in Rheinland-Pfalz 2021 wurde sie als Direktkandidatin für den Wahlkreis Montabaur in den Landtag gewählt. In dieser Legislaturperiode ist Jenny Groß Obfrau im Bildungsausschuss für die CDU-Landtagsfraktion und Mitglied im Ausschuss für Familie, Jugend, Integration und Verbraucherschutz. Seit dem 2. November 2023 ist sie stellvertretende Vorsitzende der CDU-Landtagsfraktion.